# Krawiec głowacz
Krawiec głowacz (Lethrus apterus) – gatunek chrząszcza z rodziny gnojarzowatych i podrodziny Lethrinae.
Gatunek ten opisany został po raz pierwszy w 1770 roku przez Erika Laxmanna jako Scarabaeus apterus.

## Opis
Chrząszcz o ciele długości od 15 do 24 mm, umiarkowanie połyskującym, przy czym na spodzie połysk ma odcień niebieskawy. Głowa jest z przodu szersza niż z tyłu, o prostym szwie czołowym oraz zaokrąglonym i grubo punktowanym nadustku, zaopatrzona w całkowicie odgraniczone od zewnątrz występem policzka (canthus) oczy. Czułki mają kielichowatej formy buławki o członach dziesiątym i jedenastym zredukowanych i znacznie mniejszych od dziewiątego. Silnie wykształcone i wysunięte ku przodowi żuwaczki mają u samców brzuszne strony ze skierowanymi w dół wyrostkami, których przednie krawędzie wyposażone są w zaokrąglone zęby. Przedplecze jest szerokie, u samca o przednich kątach silnie, a u samicy słabiej wystających ku przodowi. Krótkie, w zarysie prawie trójkątne, w częściach wierzchołkowych silnie w dół opadające pokrywy mają pozbawioną rzędów i delikatnie pomarszczoną powierzchnię oraz szerokie i nieosiągające szwu epipleury. Odnóża przedniej pary mają uda z pólkami żółtego, jedwabistego owłosienia na stronie wewnętrznej.

## Zachowanie i pożywienie

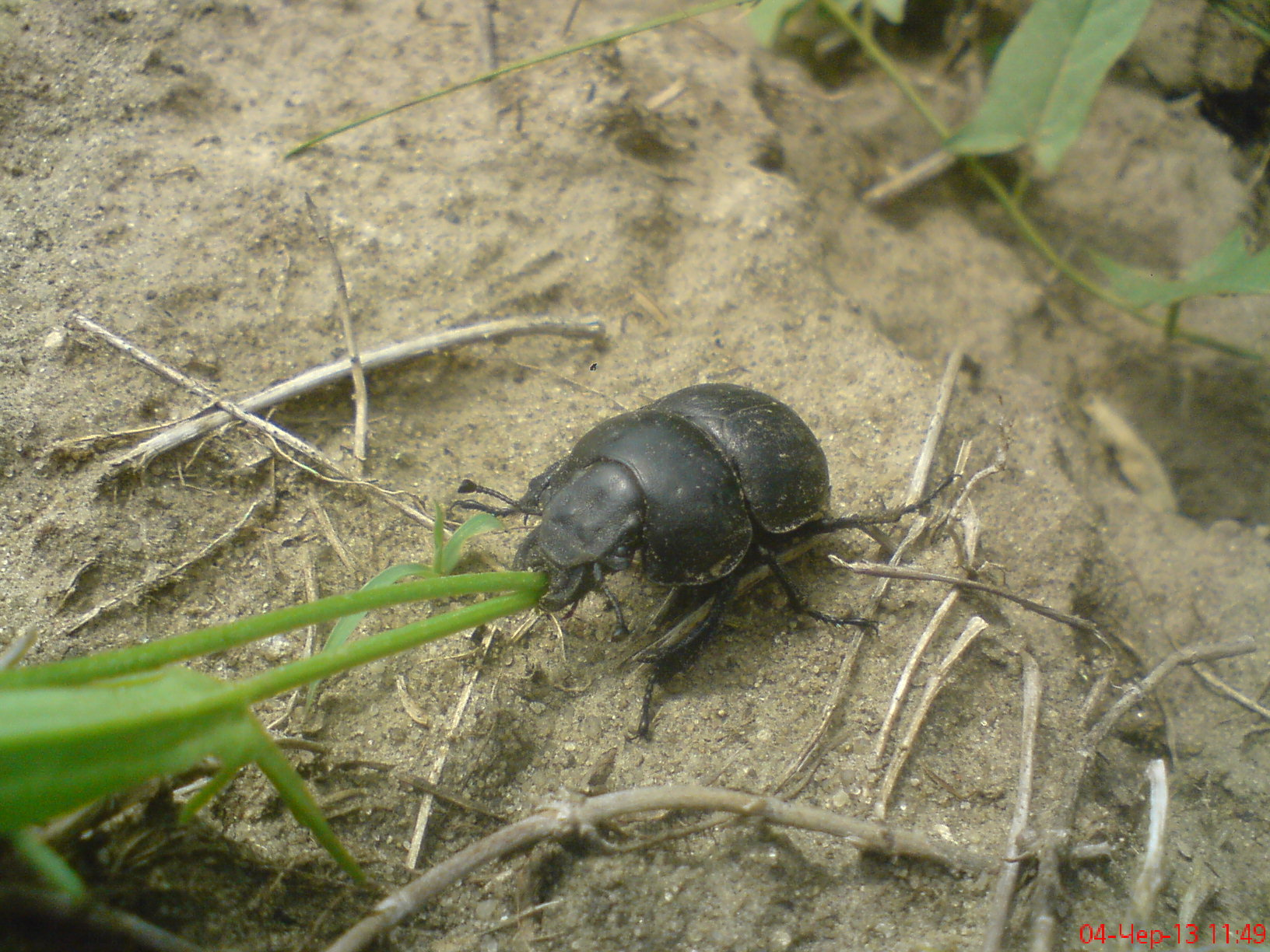
Samica ciągnąca zieleninę do gniazda

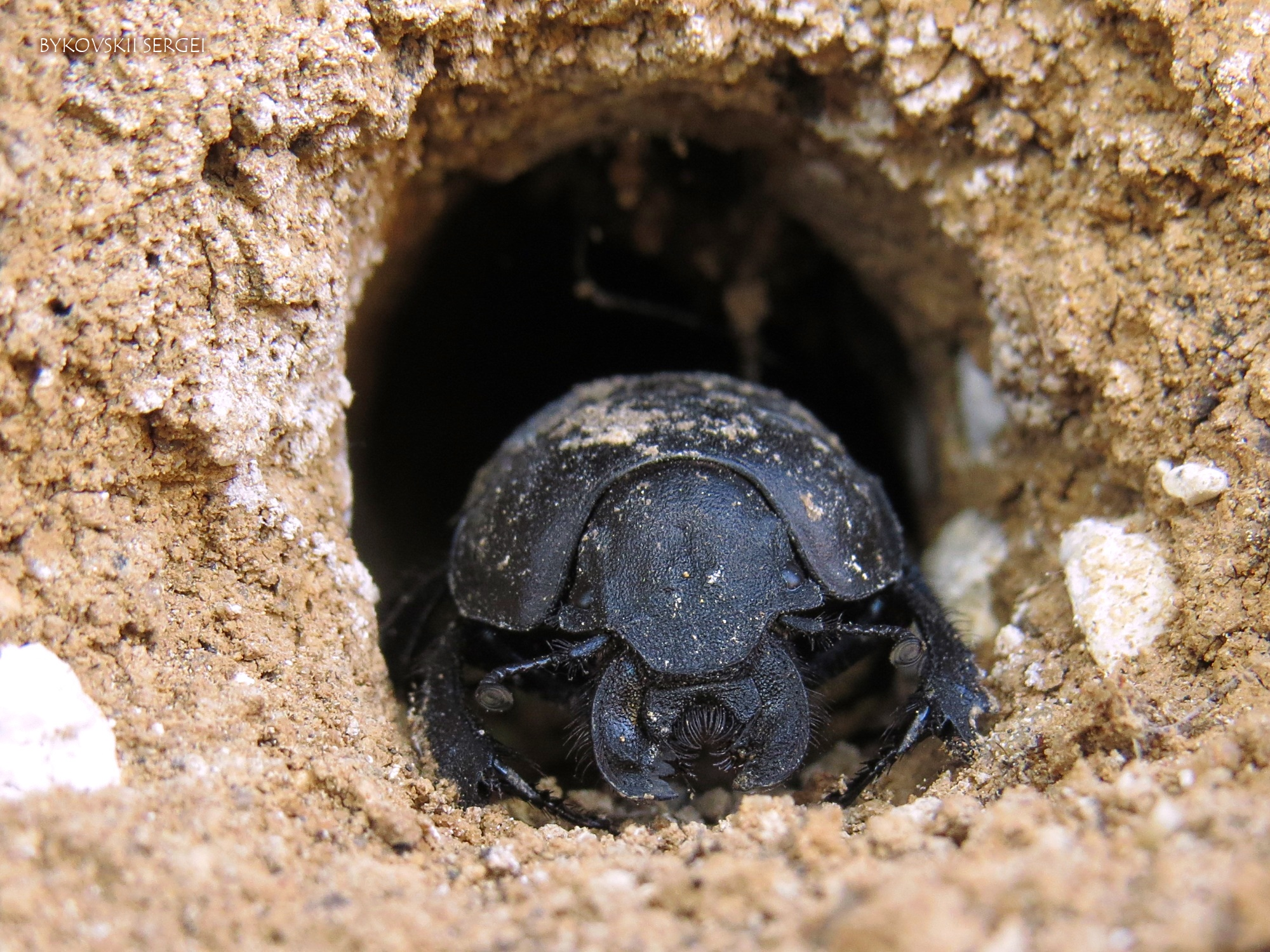
Samiec strzegący wejścia do gniazda przed intruzami

Żuk roślinożerny. Owady dorosłe są aktywne wiosną i latem. Wiosną dobierają się w pary i oboje z rodziców wykazują troskę o potomstwo, przy czym podział ich obowiązków może się różnić u poszczególnych populacji. Samica i samiec wspólnie wykopują gniazdo, złożone z głębokiego na około 140 cm korytarza głównego i kilku odchodzących od niego chodników bocznych, zakończonych komorami lęgowymi. Samiec wykorzystuje swe zmodyfikowane żuwaczki do oczyszczenia okolic wejścia i do obrony go przed intruzami. Starsze opisy zachowania wskazują, że to samce zbierają liście i pąki kwiatowe, po czym przynoszą je samicom, które dopiero formują z nich kulki w komorach lęgowych. Badania prowadzone na Węgrzech dowiodły jednak, że przynajmniej w tamtejszej populacji gromadzeniem materiału lęgowego również zajmują się samice. Owady te aktywne są tylko przy słonecznej pogodzie, a pożywienia poszukują w odległości około metra od wejścia do norki, powracając doń po prostych liniach. Jest to możliwe dzięki wykorzystywaniu przez nie w orientacji przestrzennej polaryzacji światła słonecznego.
Chrząszcz ten bywa notowany jako szkodnik buraków i winorośli.

## Występowanie, zagrożenie i ochrona
Owad palearktyczny, stepowy, zamieszkujący tereny równinne o ciepłym podłożu. Jest gatunkiem bezskrzydłym o słabej sile dyspersyjnej. W Europie stwierdzony został w południowo-wschodniej Polsce, wschodniej Austrii, na Słowacji, Węgrzech, Ukrainie, w Słowenii, Chorwacji, Serbii, Rumunii, Mołdawii, Bułgarii i południowej Rosji, przy czym liczny jest zwłaszcza na Podolu. Dalej na wschód występuje w Turcji i Azji Środkowej. W Polsce gatunek ten znany jest tylko z Lubelszczyzny, w tym Roztocza Środkowego. 
W 2002 umieszczony został na Czerwonej liście zwierząt ginących i zagrożonych w Polsce jako gatunek krytycznie zagrożony, a od 2004 jest objęty ścisłą ochroną gatunkową. Na Węgrzech coraz rzadszy i również prawnie chroniony. Na Czerwoną listę gatunków zagrożonych w Czechach wpisany został jako regionalnie wymarły.
Głównymi zagrożeniami dla tego żuka są przekształcanie jego siedlisk w pola uprawne, lasy gospodarcze i winnice oraz urbanizacja.